# レ・グエン・ビ
レ・グエン・ビ（ベトナム語: Lê Nguyên Vỹ、漢字: 黎元偉、1933年8月22日 - 1975年4月30日）はベトナム共和国（南ベトナム）の軍人。最終階級は陸軍准将。

## 経歴
1933年8月22日フランス領インドシナで現在のハノイ市ソンタイに生まれる。1951年に士官候補生課程を修了する。

### 軍務
1972年、第5師団副師団長としてアンロクの戦いに参加。勇敢な指揮を見せのちに師団長に昇進する。
1975年4月30日、サイゴン陥落の際ズオン・バン・ミン大統領から降伏命令を受け取る。共和国に忠誠を誓うビは降伏を潔しとせず同日11時、師団司令部において自決する。レ・グエン・ビはベトナム共和国降伏時に自決した将軍5人の1人である。